# ジャービル・ブン・アフラフ
ジャービル・ブン・アフラフ（Abū Muḥammad Jābir b. Aflaḥ）は、12世紀にイベリア半島で活動したムスリムの天文学者、数学者。ゲーベルというラテン名がある。『アルマゲストの修正』（Iṣlāḥ al-Majisṭi）と呼ばれる著作（アラビア語）があり、クレモナのジェラルド（12世紀）によりラテン語に翻訳された。天文機器のトルクエトゥムの考案者とされる。

## 生涯
ジャービルの生涯について詳細なことはほとんどわかっていない。1204年に亡くなったマイモニデスが『迷える者への導き』第2巻9章（Perplex. II.9）で「イブン・アフラフ・イシビーリー」について言及し、その息子と個人的に知り合いであると書いている。さらにマイモニデスは、ジャービルがイブン・バーッジャと、水星天と金星天が太陽天よりも上に位置するか否かという問題について議論したことについて言及しているため、ジャービルの活動時期はイブン・バーッジャの亡くなる1138年以前には始まっていたことになる。また、ジャービルの著書『プトレマイオスの修正』の中には、ザルカーリー（1028年 - 1087年）の引用があるため、これ以後に活動した人物である。こうしたわずかな情報源に基づいて、ジャービルは、12世紀前半に活動した人物であろうと推定されている。
また、マイモニデスがジャービルに「イシビーリー」（al-Ishbīlī）というセビージャのニスバ（toponym の一種）を付加して呼んでいることから、ジャービルはセビージャ出身であるか、何らかのゆかりがある（例えば、長くセビージャに住んだことがある）人物であると考えられている。
ジャービル・ブン・アフラフは、トルクエトゥムという天文機器の考案者とされる。トルクエトゥムは、13世紀後半の天文学者、ヴェルダンのベルナールやポーランドのフランコ（Franco of Poland）による言及があり、プトレマイオスが示したアーミラリー天球儀（astrolabon）とアストロラーベ（astrolabe）を合体させたような構造の、球面座標の変換に用いる器械である。

## 後世への影響
中世ヨーロッパの翻訳家は、ジャービル・ブン・アフラフにゲーベル（Geber）というラテン名を与えたが、同じラテン名で呼ばれる錬金術師ジャービル・ブン・ハイヤーンと区別するために「天文学の」あるいは「ヒスパニアの」ゲーベルとも呼んだ。
クレモナのジェラルドによる『アルマゲストの修正』のラテン語訳は、1534年にニュルンベルクで印刷された。
『アルマゲストの修正』はドランブルには「修正というほどでもない」と評されている。三角法に関しても9世紀のバッターニーより後退して、正弦を用いず、円の弧を用いている。マックチューター数学史アーカイブによると、ジャービルは、中世のアラブ＝イスラーム圏において最重要の天文・数学者であったわけではなかった。しかし、その著作がラテン語に翻訳され、ヨーロッパ世界の学術には大きな影響を与えたため、ヨーロッパの科学史においては非常に重要な存在になった。この点は、著作がラテン語に翻訳されなかったアブル・ワファー・ブーズジャーニーの扱われ方とは対照的である。